# Roberto Tamburini
Roberto Tamburini (Rimini, 1991. január 15. –) olasz motorversenyző.
A MotoGP 125 cm³-s kategóriájában 2006-ban mutatkozhatott be, és egészen 2007-ig versenyzett ott. A két év alatt 25 versenyen indult, ezeken pontot nem szerzett.

## Eredményei

### Teljes MotoGP-eredménylistája
(Táblázat értelmezése)

(Félkövér: pole-pozícióból indult; dőlt: leggyorsabb kört futott) 

| Év   | Géposztály | Motor   | 1   | 2   | 3   | 4   | 5   | 6   | 7   | 8   | 9   | 10  | 11  | 12  | 13  | 14  | 15  | 16  | 17  | Helyezés | Pont |
| 2006 | 125 cm³    | Aprilia | ESP | QAT | TUR | CHN | FRA | ITA | CAT | NED | GBR | GER | CZE | MAL | AUS | JPN | POR | VAL |     | HN       | 0    |
| ---- | ---------- | ------- | --- | --- | --- | --- | --- | --- | --- | --- | --- | --- | --- | --- | --- | --- | --- | --- | --- | -------- | ---- |
| 2006 | 125 cm³    | Aprilia | 34  | 29  | 31  | 29  | Ki  | 28  | 30  | 27  | 29  | Ki  | 22  | 19  | 22  | 18  | Ki  | 17  |     | HN       | 0    |
| 2007 | 125 cm³    | Aprilia | QAT | ESP | TUR | CHN | FRA | ITA | CAT | GBR | NED | GER | CZE | SMR | POR | JPN | AUS | MAL | VAL | HN       | 0    |
| 2007 | 125 cm³    | Aprilia | 23  | 25  | 18  | 20  | 22  | 24  | 22  | 29  | 22  | 20  | 21  | 19  | 22  | 16  | 23  | 21  | 19  | HN       | 0    |

### Teljes Supersport-eredménylistája
| Év   | Motor    | 1   | 2   | 3   | 4   | 5   | 6   | 7   | 8   | 9   | 10  | 11  | 12  | 13  | Helyezés | Pont |
| 2010 | Yamaha   | AUS | POR | ESP | NED | ITA | RSA | USA | SMR | CZE | GBR | GER | ITA | FRA | 14.      | 32   |
| ---- | -------- | --- | --- | --- | --- | --- | --- | --- | --- | --- | --- | --- | --- | --- | -------- | ---- |
| 2010 | Yamaha   |     |     |     |     |     |     |     | 5   |     | Ni  | 9   | 9   | 9   | 14.      | 32   |
| 2011 | Yamaha   | AUS | EUR | NED | ITA | SMR | ESP | CZE | GBR | GER | ITA | FRA | POR |     | 9.       | 80   |
| 2011 | Yamaha   | 20  | 12  | Kiz | 6   | 9   | 5   | 5   | 4   | 11  | Ki  | 7   | 6   |     | 9.       | 80   |
| 2012 | Honda    | AUS | ITA | NED | ITA | EUR | SMR | ESP | CZE | GBR | RUS | GER | POR | FRA | 12.      | 50   |
| 2012 | Honda    | Ki  | 4   | 9   | 16  | 11  | 4   | 15  | Ki  | 12  | 9   | Ki  | Ki  | 25  | 12.      | 50   |
| 2013 | Suzuki   | AUS | ESP | NED | ITA | EUR | POR | ITA | RUS | GBR | GER | TUR | FRA | ESP | 16.      | 39   |
| 2013 | Suzuki   | 13  | 15  | 26  | 18  |     |     |     |     |     |     |     |     |     | 16.      | 39   |
| 2013 | Honda    |     |     |     |     |     |     |     | T   | 12  | 7   | 6   | 8   | 12  | 16.      | 39   |
| 2014 | Kawasaki | AUS | ESP | NED | ITA | GBR | MAL | ITA | POR | ESP | FRA | QAT |     |     | 11.      | 70   |
| 2014 | Kawasaki | 5   | 7   | 7   | Ki  | 8   | Ki  | 5   | Ki  | 10  | 7   | 9   |     |     | 11.      | 70   |

### Teljes Superbike-világbajnokság eredménylistája
| Év   | Motor  | 1   | 1   | 1   | 2   | 2   | 2   | 3   | 3   | 3   | 4   | 4   | 4   | 5   | 5   | 5   | 6   | 6   | 6   | 7   | 7   | 7   | 8   | 8   | 8   | 9   | 9   | 9   | 10  | 10  | 10  | 11  | 11  | 11  | 12  | 12  | 12  | 13 | 13 | 13 | Helyezés | Pont |
| Év   | Motor  | V1  | SV  | V2  | V1  | SV  | V2  | V1  | SV  | V2  | V1  | SV  | V2  | V1  | SV  | V2  | V1  | SV  | V2  | V1  | SV  | V2  | V1  | SV  | V2  | V1  | SV  | V2  | V1  | SV  | V2  | V1  | SV  | V2  | V1  | SV  | V2  | V1 | SV | V2 | Helyezés | Pont |
| 2022 | Yamaha | ARA | ARA | ARA | ASS | ASS | ASS | EST | EST | EST | MIS | MIS | MIS | DON | DON | DON | MOS | MOS | MOS | MAG | MAG | MAG | BAR | BAR | BAR | POR | POR | POR | VIL | VIL | VIL | MAN | MAN | MAN | PHI | PHI | PHI |    |    |    | 17.      | 36   |
| ---- | ------ | --- | --- | --- | --- | --- | --- | --- | --- | --- | --- | --- | --- | --- | --- | --- | --- | --- | --- | --- | --- | --- | --- | --- | --- | --- | --- | --- | --- | --- | --- | --- | --- | --- | --- | --- | --- | -- | -- | -- | -------- | ---- |
| 2022 | Yamaha | 17  | 15  | 14  | 14  | 16  | 11  |     |     |     | 11  | 17  | 12  | 21  | 21  | 21  | 21  | 20  | 11  | 19  | 19  | 14  | 13  | 15  | 10  | 16  | Ki  | 14  |     |     |     |     |     |     |     |     |     |    |    |    | 17.      | 36   |
| 2023 | Honda  | AUS | AUS | AUS | IDN | IDN | IDN | NED | NED | NED | ESP | ESP | ESP | ITA | ITA | ITA | GBR | GBR | GBR | ITA | ITA | ITA | CZE | CZE | CZE | FRA | FRA | FRA | ESP | ESP | ESP | POR | POR | POR | ESP | ESP | ESP |    |    |    | Hn.      | 0    |
| 2023 | Honda  |     |     |     |     |     |     |     |     |     |     |     |     |     |     |     |     |     |     | 18  | 21  | 18  |     |     |     |     |     |     |     |     |     |     |     |     |     |     |     |    |    |    | Hn.      | 0    |
| 2023 | Yamaha |     |     |     |     |     |     |     |     |     |     |     |     |     |     |     |     |     |     |     |     |     | 18  | 18  | 16  |     |     |     |     |     |     |     |     |     |     |     |     |    |    |    | Hn.      | 0    |

* Szezon folyamatban